# 2668 Tataria
2668 Tataria (1976 QV) là một tiểu hành tinh vành đai chính được phát hiện ngày 26 tháng 8 năm 1976 bởi N. Chernykh ở Nauchnyj.